# ریناتو کاجا
ریناتو کاجا (به پرتغالی: Renato Adriano Jacó Morais) [[هافبک]]، هافبک اهل برزیل است که در شهر پارائیبا و در تاریخ ۱۵ سپتامبر ۱۹۸۴ به دنیا آمده‌است.
ریناتو کاجا در تیم‌های فوتبال Mogi Mirim سابقهٔ حضور دارد.